# Kłokocin
Kłokocin (tiếng Đức: Klokotschin) là một quận của Rybnik, Silesian Voivodeship, miền nam Ba Lan. Vào cuối năm 2013, quận có khoảng 2.550 cư dân.

## Lịch sử
Ngôi làng đã được đề cập trong một tài liệu tiếng Latinh của Giáo phận Wrocław có tên Liber fundationis episcopatus Vratislaviensis từ khoảng năm 1305 như là một mục trong Clocochina decima more polonico.
Về mặt chính trị, ban đầu nó thuộc về Công tước Racibórz, bên trong Ba Lan bị chia cắt về mặt phong kiến, được cai trị bởi một nhánh địa phương của triều đại Silesian Piast. Năm 1327, các công tước Thượng Silesian đã trở thành một khoản phí của Vương quốc Bohemia, sau năm 1526 trở thành một phần của chế độ quân chủ Habsburg. Sau chiến tranh Silesian, nó trở thành một phần của Vương quốc Phổ.
Sau Thế chiến I ở Thượng Silesia plebiscite 259 trong số 281 cử tri ở Kłokocin đã bỏ phiếu ủng hộ việc gia nhập Ba Lan, chống lại 22 lựa chọn ở lại Đức. Năm 1922, nó trở thành một phần của Silesian Voivodeship, Cộng hòa Ba Lan thứ hai. Sau đó, chúng bị Đức Quốc xã thôn tính vào đầu Thế chiến II. Sau chiến tranh, nó đã được khôi phục lại Ba Lan.
Trong những năm 1945-1954, quận là một phần của gmina Boguszowice, vào năm 1962, nó đã được thị trấn Boguszowice tiếp thu và là một phần của nó, vào ngày 27 tháng 5 năm 1975 được hợp nhất với Rybnik.